# Анна Българска
Анна е българска княгиня, втора дъщеря на княз Борис I.

## Биография
Тя е най-малкото от шестте деца на княз Борис I, родени от брака му с княгиня Мария: българските владетели Владимир-Расате и Симеон, князете Гавраил и Яков и княгиня Евпраксия Българска. Носи името на сестрата на княз Борис.
Омъжена е за олгу тарканa и сампсис Симеон.
Знае се, че по някое време, подобно на по-голямата си сестра Евпраксия Българска, Анна се замонашва в преславски манастир, където завършва земния си път. За това съобщава нейният двуезичен (на български и гръцки) надгробен надпис, намерен през 1965 г. във Велики Преслав. Той гласи:
| „ | Почина раба Божиа Анна † През месец октомври в деветия ден почина раба Божия Анна. | “ |

На обратната страна на надписа е гравирано изображение на жена в цял ръст, облечена в широка дреха и разперила ръце, които сочат към две кръстокуполни църкви, а в дясната си ръка жената държи скиптър. От изображението става ясно, че българската княгиня е била ктитор на две църкви.

## Памет
Тя е героиния в българския игрален филм „Борис I“ от 1985 г,, в чиято роля е актрисата Адриана Петрова.